# Marek Lis
Marek Lis (ur. 29 listopada 1967 w Opolu) – polski duchowny katolicki, profesor doktor habilitowany nauk teologicznych, pracownik naukowy Uniwersytetu Opolskiego.

## Życiorys
Syn Michała Lisa.
W 1992 przyjął święcenia kapłańskie i ukończył studia teologiczne na Wydziale Teologii Katolickiego Uniwersytetu Lubelskiego. W 2000 uzyskał na Papieskim Uniwersytecie Salezjańskim w Rzymie stopień naukowy doktora nauk teologicznych. W 2007 na Wydziale Teologicznym Uniwersytetu Opolskiego na podstawie dorobku naukowego oraz monografii pt. Figury Chrystusa w "Dekalogu" Krzysztofa Kieślowskiego otrzymał stopień naukowy doktora habilitowanego. W 2021 uzyskał tytuł profesora nauk teologicznych.
Był kierownikiem Katedry Homiletyki, Mediów i Komunikacji Wydziału Teologicznego Uniwersytetu Opolskiego i od 2016 prodziekanem tego Wydziału. Pracował w Radiu Plus Opole.
Jest współredaktorem Światowej encyklopedii filmu religijnego (Kraków 2007).

## Publikacje
- Ukryta religijność kina redakcja, Wydawnictwo Wydziału Teologicznego Uniwersytetu Opolskiego, Opole (2002),
- Audiowizualny przekład Biblii. Od translatio do transmediatio (2002),
- Ikony Niewidzialnego (wraz ze Zbigniewem Solskim, 2003),
- Pasja. Misteria i film (Kraków 2004).
- 100 filmów biblijnych, Kraków, wyd. Rabid, 2005. ISBN 83-88668-92-7
- Figury Chrystusa w Dekalogu Krzysztofa Kieślowskiego (Opole 2007).
- Filmowe portrety pontyfikatu. Jan Paweł II w 100 odsłonach (z Adamem Garbiczem) wyd. Księgarnia św. Jacka, Katowice 2007 ISBN 978-83-7030-594-9
- Krzysztof Zanussi. Przewodnik teologiczny (Opole 2015)
- To nie jest Jezus. Filmowe apokryfy XXI wieku (Opole 2019)